# Condado de Itasca
O Condado de Itasca é um dos 87 condados do estado americano do Minnesota. A sede do condado é Grand Rapids, e sua maior cidade é Grand Rapids.
O condado possui uma área de 7 583 km² (dos quais 680 km² estão cobertos por água), uma população de 43 992 habitantes, e uma densidade populacional de 6 hab/km² (segundo o censo nacional de 2000). O condado foi fundado em 1849.